# Robalo

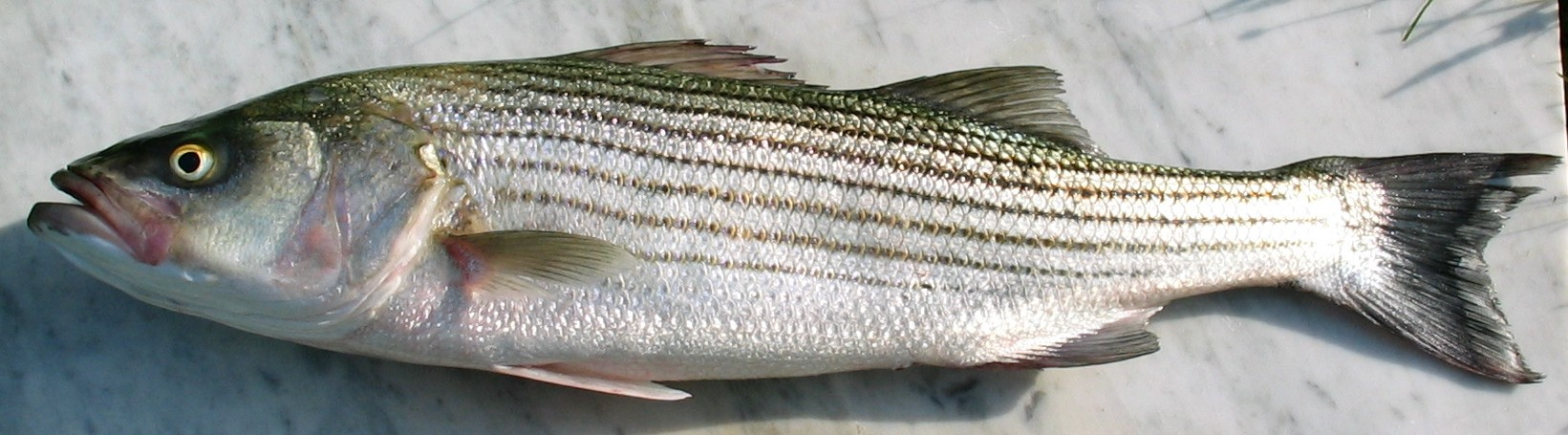
Lubina rayada (Morone saxatilis)

La lubina o robalo es un nombre común genérico compartido por muchas especies de peces con aletas radiadas del gran clado Percomorpha, pertenecientes principalmente a los órdenes Perciformes y Moroniformes, abarcando tanto especies de agua dulce como de agua salada.

## Tipos

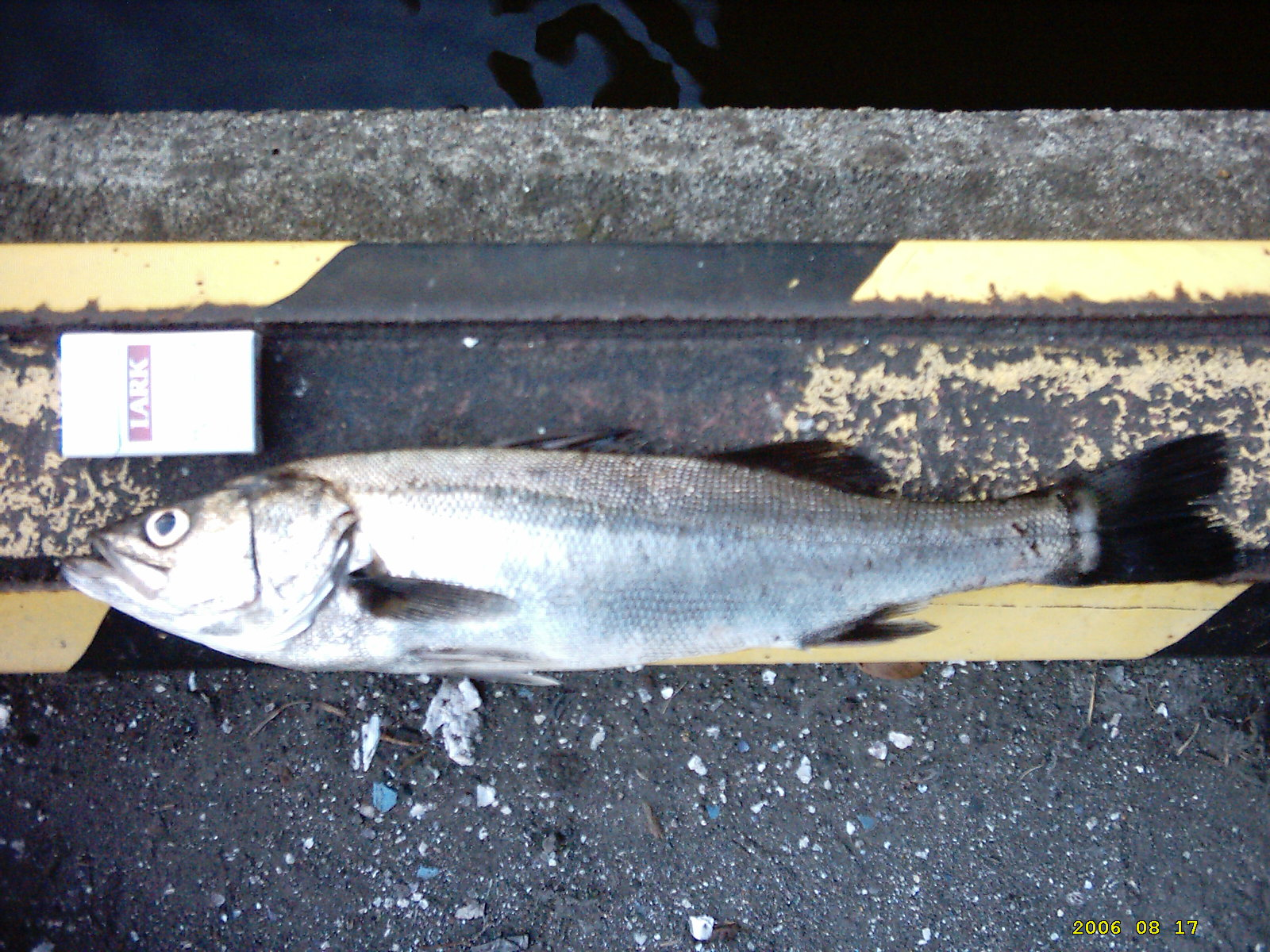
Lateolabrax japonicus

- Los robalos negros, como el robalo choctaw ( Micropterus haiaka ), el robalo guadalupano  ( M. treculii ), el robalo negro ( M. salmoides ), el robalo boca chica ( M. dolomieu ) y el robalo manchado ( M. punctulatus ), pertenecen al género Micropterus de la familia Centrarchidae del pez luna.
- Las lubinas de zonas templadas, como la lubina europea ( Dicentrarchus labrax ), la lubina rayada ( Morone saxatilis ) y la lubina blanca ( M. chrysops ), pertenecen a los dos géneros existentes Dicentrarchus y Morone de la familia Moronidae .
- Las lubinas asiáticas, como la lubina japonesa ( Lateolabrax japonicus ) y la lubina negra ( L. latus ), pertenecen al género Lateolabrax de la familia Lateolabracidae .

## Pesca
La lubina negra y la lubina manchada son los peces de caza más populares en América del Norte. 
También es muy popular en Sudáfrica. En el país, la lubina negra se encuentra a menudo en los lagos, ríos, arroyos y represas.
Al pescarlos, los señuelos ( gusanos de lubina ), cebos vivos, cebos giratorios, o cebos de manivela funcionarán bien. Los señuelos que imitan a los peces carnada, a los gusanos, los cangrejos de río, las ranas y los ratones son también efectivos.